# Aleksander Sendlikowski
Aleksander Sendlikowski (ur. ok. 1914, zm. ?) – polski działacz narodowy w okresie XX-lecia międzywojennego.
Był członkiem Zarządu Koła Prawników Studentów Uniwersytetu Warszawskiego oraz członkiem Korporacji Akademickiej „Juventia”. Działał w organizacjach narodowych: Obóz Wielkiej Polski i Obóz Narodowo-Radykalny, a następnie Ruchu Narodowo-Radykalnym Falanga. Należał do redakcji Prawa, a także publikował na łamach ABC. Był współtwórcą i wydawcą Sztafety razem z Zygmuntem Dziarmagą, a także jej redaktorem naczelnym. Był również redaktorem naczelnym Jutra i redaktorem Falangi. W 1937 został aresztowany, a następnie skazany na cztery lata więzienia za defraudacje kilkudziesięciu tysięcy złotych. Pieniądze te miał Sendlikowski sprzeniewierzyć na wydanie czasopisma Jutro, a pochodzić one miały z majątku ziemianina i działacza konserwatywnego Augusta Popławskiego, którego plenipotentem był Sendlikowski jako zarządca jego kamienic. Artykuł opisujący defraudacje Sendlikowskiego, który ukazał się na wiosnę 1937 na łamach ABC stał się zarzewiem konfliktu między działaczami ONR ABC i Falangi, którego efektem były wzajemne pobicia czołowych działaczy obu organizacji. 